# Autalia minuta
Autalia minuta är en skalbaggsart som beskrevs av Cameron 1936. Autalia minuta ingår i släktet Autalia och familjen kortvingar. Inga underarter finns listade i Catalogue of Life.